# Oriole d'Audubon
Icterus graduacauda
Espèce
Répartition géographique
Statut de conservation UICN

 LC  : Préoccupation mineure
L'Oriole d'Audubon (Icterus graduacauda) est une espèce d'oiseaux de la famille des ictéridés qu’on retrouve au sud du Texas et au Mexique.

## Systématique
D'après le Congrès ornithologique international, cette espèce est constituée des quatre sous-espèces suivantes :
- I. g. audubonii Giraud, 1841
- I. g. dickeyae Van Rossem, 1938
- I. g. graduacauda Lesson, 1839
- I. g. nayaritensis Van Rossem, 1938

## Habitat
L’Oriole d’Audubon fréquente les lisières à proximité des boisés denses, notamment les fourrés ripariens.

## Nidification
Le nid en forme de coupe est plutôt petit pour la taille de l’oiseau.  Les œufs sont au nombre de 3 à 5.  Le nid est souvent parasité par le Vacher bronzé et parfois aussi par le Vacher à tête brune.

## Comportement
L’Oriole d’Audubon est généralement discret, cherchant sa nourriture à l’ombre de la végétation, seul ou en couple.  Il se joint parfois aux volées mixtes d’alimentation en compagnie d’autres orioles, de tangaras et de geais.